# День гордости Монголии
День гордости Монголии (монг. Монгол бахархалын өдөр) — национальный праздник в Монголии.

## Описание
Праздник был установлен в 2012 году правительством страны в преддверии 850-летнего юбилея со дня рождения Чингисхана, определённого как первые сутки первого зимнего месяца по традиционному монгольскому лунному календарю.
В 2013 году в программу праздника вошли церемония почитания национального флага и Девяти великих белых сульдэ, торжественное шествие в костюмах древней Монголии, Монгольской империи и современных национальных костюмах, церемонии возжения государственного очага и оказания почестей статуе Чингисхана на площади Чингисхана, вручение орденов Чингисхана и борцовские состязания.